# Morane-Saulnier Epervier
Morane-Saulnier MS.1500 Epervier (tiếng Anh: Sparrowhawk) là một loại máy bay cường kích và thám sát hai chỗ của Pháp trong thập niên 1950. Do hãng Morane-Saulnier chế tạo, chỉ có 2 chiếc được chế tạo.

## Tính năng kỹ chiến thuật
Dữ liệu lấy từ 
Đặc tính tổng quan
- Kíp lái: 2
- Chiều dài: 10,58 m (34 ft 9 in) [2]
- Sải cánh: 13,06 m (42 ft 10 in)
- Chiều cao: 3,30 m (10 ft 10 in) [2]
- Diện tích cánh: 24,0 m2 (258 foot vuông)
- Trọng lượng rỗng: 1.500 kg (3.307 lb) [2]
- Trọng lượng cất cánh tối đa: 2.850 kg (6.283 lb)
- Động cơ: 1 × Turbomeca Bastan kiểu turboprop, 520 kW (700 hp)

Hiệu suất bay
- Vận tốc cực đại: 315 km/h (196 mph; 170 kn)
- Tầm bay: 1.300 km; 702 nmi (808 mi) maximum[2]
- Vận tốc lên cao: 8,00 m/s (1.575 ft/min) tối thiểu[2]

Vũ khí trang bị

- Rocket: 6 × thùng rocket
- Bom: 6 × bom chống bộ binh 50kg (110lb) hoặc